# Rodbina Khevenhüllerjev
Rodbina Khevenhüller je ime stare in pomembne koroške plemiške družine, ki je tam dokumentirana od leta 1356, s sedežem prednikov na gradu Vajškra. V 16. stoletju se je družina razdelila na dve veji Khevenhüller-Frankenburg, cesarske grofe (tj. neposredne grofe Svetega rimskega cesarstva) od leta 1593 in Khevenhüller-Ostroviški, povišane v cesarske grofe leta 1725 in kot Khevenhüller-Metsch leta 1763 v knežji naslov (Fürsten). Družina pripada visokemu plemstvu.
V današnji avstrijski deželi Koroški ima knežja družina Khevenhüller-Metsch v lasti renesančni grad Ostrovico, pomembno zgradbo in glavno turistično atrakcijo.

## Zgodovina
Plemiška družina je prvotno verjetno izvirala iz Kevenhülla (danes del Beilngriesa) v Frankoniji; bili so vazali bamberških škofov, ki so leta 1007 prejeli velika posestva na Koroškem iz rok nemškega kralja Henrika II.. Najzgodnejša omemba se nanaša na nekega Ulreicha dem Chevenhuelaerja v listini iz leta 1330. Na Koroškem neprekinjena linija izvira iz nekega Johana I. (Ivana) Khevenhüllerja, ki je umrl leta 1356 in je bil zet Riharda I. Khünburškega in Elizabete Himelberške, oba s Koroške.
Janez IV. von Khevenhüller iz Aichelberga (rojen okoli 1420-1462) je bil prvi, ki je imel družinsko gospostvo Aichelberg. Njegov sin, Janez V. Khevenhüller (umrl 1462), sin Viljema II. Khevenhüllerja in Margarete Turjaške, je bil grajski grof Federauna, njegov sin Auguštin Khevenhüller, ki je umrl 1516, pa je bil gospod Hardegga. Njegova mati je bila neka »gospodična« Lindeška, ki se skupaj s svojim vnukom Sigismundom III., gospodom Khevenhüllerjem v Ostrovici (1507–1558) pojavlja med predniki kralja Karla III .  Njen najmlajši vnuk Bernard von Khevenhüller (1511–1548) je bil gospod Strmeca in Hohenwarta; njen najstarejši vnuk Krištof Khevenhüller (1503–1557) je bil gospod Aichelberga.

### Krištof Khevenhüller
Strm vzpon rodbine Khevenhüller na Koroškem se je začel, ko je bil leta 1525 Krištof Khevenhüller (1503–57) imenovan za kaštelana gradu Ortenburg pri Špitalu ob Dravi in se je poročil z bogato meščansko hčerko Elizabeto Mansdorfer.
Njeno bogastvo mu je omogočilo pridobitev številnih posesti na Koroškem, kot so gradovi Aichelberg, Ortenburg, Sommeregg, Ostrovica in Vajškre ter rudnik železa Eisentratten pri Gmündu. Tako kot večina koroških stanov je Krištof Khevenhüller postal luteranski protestant. Od treh sinov Krištofa Khevenhüllerja, Ivana, Morica in Jerneja, sta bila dva politično in gospodarsko najuspešnejša, kar je pospešilo vzpon družine:

### Ivan Khevenhüller
Hans Khevenhüller (1538–1606) je postal legat cesarja Svetega rimskega cesarstva na španskem dvoru, to funkcijo je opravljal 26 let. Šolal se je na univerzi v Padovi, znal je latinščino in italijanščino. Imenovan je bil za cesarskega komornika, leta 1587 je bil imenovan za viteza reda zlatega runa in leta 1593 za grofa, ta naslov pa je po njegovi smrti prešel na njegovega brata Jerneja. V času svojega življenja je iskal in zbiral živali in rastline gospodarskega pomena iz mnogih delov sveta.

### Jernej Khevenhüller
Dejavnosti Jerneja Khevenhüllerja (1539–1613) so bile osredotočene na Koroško. Z imenom "baron iz Vajškre in Wernberka " se je prebil do grajskega grofja in predsednika stanov in uspel družino Khevenhüller narediti eno najbogatejših v nemškem rajhu. Pojavljal se je tudi kot vodja protestantov na Koroškem.
Ko je v času protireformacije cesar Ferdinand II. odpravil versko svobodo plemstva v habsburških deželah, so bili protestantski člani rodbine Khevenhüller prisiljeni zapustiti svoje posesti na Koroškem in se leta 1628 izseliti v Nemčijo. Med temi je bila tudi prababica Nikolaja Ludvika državnega grofa Zinzendorfskega in Pottendorfskega izMoravske cerkve ali Herrnhuter Brüdergemeine. Začela se je povezava s plemiško saško družino Metzsch, ki je vodila do veje Khevenhüller-Metsch, ki se je kasneje razširila tudi v Španijo, kjer so kot markizi in vojvode postali španski velikaši.

### Pavel Khevenhüller
Protestant Pavel Khevenhüller (1593–1655) se je med tridesetletno vojno postavil na stran švedskega kralja in Gustavu Adolfu posodil 70.000 švedskih riksdalerjev za financiranje vojne. Po kraljevi smrti švedska država ni bila sposobna odplačati posojila in je posojilodajalca odškodovala z lastnino Julite Gård v Södermanlandu, ki je ostala rezidenca njegovih potomcev pozno v 19. stoletje. 

## Pomembni člani rodbine Khevenhüller
- Ulrik Khevenhüller (r. ok. 1430–1492), najmlajši sin Ivana II. Khevenhüllerja, vitez
- Jurij Khevenhüller (1533–1587), »državni stotnik«, tj. deželni glavar vojvodine Koroške .
- Ivan grof Khevenhüller-Frankenburški (1538–1606), cesarski veleposlanik na španskem dvoru.
- Franc Krištof grof Khevenhüller-Frankenburški (1588–1650), cesarski veleposlanik na španskem dvoru
- Pavel Khevenhüller (1593–1655), finančnik švedskega kralja v tridesetletni vojni
- Sigmund Friderik Khevenhüller (1666–1742), deželni glavar vojvodine Koroške, namestnik [8] vojvodine Spodnje Avstrije .

- Ludvik Andrej Khevenhüller grof Aichelberški-Frankenburški (1683–1744), avstrijski feldmaršal
- Janez Jožef knez Khevenhüller-Metsch (1706–1776), veliki komornik ("Oberstkämmerer") Marije Terezije
- Janez Karl Khevenhüller (1839–1905), član zbora prostovoljcev Maksimilijana I. Mehiškega

## Trenutni vodja družine Khevenhüller-Metsch
- Johannes Khevenhüller-Metsch (rojen kot Marija Johannes Franz Xaver Lazarus Maximilian Felix Hubertus 10-ti knez Khevenhüller-Metsch; 1956); poročen z Donno Camillo Borghese dei Principi di Nettuno (rojena 1962)

## Španska veja
- Don Camillo Ruspoli y Khevenhüller-Metsch, vojvoda Sueca (1788–1864), se je poročil s Carloto de Godoy, 2. vojvodinjo Sueco
- Don Adolfo Ruspoli, 2. vojvoda Alcudia (1822–1914), španski velikaš prvega razreda
- Don Luigi Ruspoli, tretji markiz Boadilla del Monte (1828–1893)